# 中嶋敦子
中嶋敦子（日语：／ Nakajima Atsuko */?，1961年12月21日—），日本女性動畫師、人物設計師。自由身。出身於神奈川縣。丈夫為動畫師平田智浩。

## 來歷
中嶋敦子從進入動畫專門學校國際動畫研究所之後，在那裡，她的第一份工作是《汪汪三劍客》動畫一職的兼差工作（該學校與STUDIO LOOK有聯繫）。1982年畢業後，中嶋與包括專門學校同期的小田不二夫在內的8位朋友作為自由動畫師成立了一家名為「PIGMON 8」的作畫工作室，並開始發包給下游LOOK。約1984年，她離開PIGMON 8，轉入由齊藤格、靏山修所經營的作畫工作室「豆乳工作室」。
1985年，她以電視動畫《福星小子》（第192話）第一次擔任作畫監督。因擔任《福星小子》作畫監督劇集和受版權保護原畫中所展現女性角色的煽情性的畫風開始吸引男性動畫迷的注意。1989年，其人物設定處女作《亂馬½》將這一點帶到了最前線，真正的引起了注目。
自《福星小子3：情侶樂天派》之後，作為自由工作者Studio DEEN卻為她保留了一個工作桌位置。
《相聚一刻》、《逮捕令 the MOVIE》等更具煽情性的畫風深受男性歡迎，而《浪客劍心》、《閃靈二人組》等中性且美觀的設計則受到女性的大力支持。
此外，她有時會使用另一個名字。直到約1988年，才標示為中島敦子。

## 參加作品
除了下面列出的作品外，她還為動畫和遊戲的雜誌和影片包創作了受版權保護的插圖。

### 電視動畫
1981年
- 福星小子 (1981年版)（動畫、原畫、作畫監督）

1983年
- 小超人帕門 (1983年版)（動畫）
- 奈奈子SOS（日语：ななこSOS）（動畫）※名義。

1984年
- 玻璃假面 (1984年版)（原畫）

1987年
- 相聚一刻（作畫監督）

1988年
- 極速悍將（日语：F (漫画)）（作畫監督）

1989年
- 亂馬½ (1989年版)（人物設定、作畫監督）
- 亂馬½ 熱鬥篇（—1992年，人物設定、作畫監督）

1992年
- 超級麻雀（日语：スーパーヅガン）（人物設定、作畫監督）
- 餓狼傳說（原畫）

1993年
- 餓狼傳說2（原畫）
- 無責任艦長（原畫）

1995年
- 熊之噗太郎（日语：クマのプー太郎）（—1996年，人物設定）
- 魔法騎士雷阿斯（原畫）

1996年
- 逮捕令（人物設定[5]、作畫監督、原畫）
- 魔法提琴手（人物設定）
- 浪客劍心（作畫監督、ED動畫）

1997年
- 靈異獵人（人物設定）
- 科學情人（人物設定）

1999年
- 逮捕令 Special（人物設定）
- 魔法使俱樂部（原畫）

2000年
- 六門天外（人物設定[6]、作畫監督）
- 萬有引力（原畫）

2001年
- 逮捕令 SECOND SEASON（人物設定[7]、作畫監督）
- 破壞魔定光（原畫、OP原畫）
- 光劍星傳EX（原畫）
- 魔法水果籃 (2001年版)（原畫）
- 華麗的機會（日语：チャンス〜トライアングルセッション〜）（音樂場合作畫監督）

2002年
- YOU'RE UNDER ARREST ～逮捕令～（人物設定）
- 閃靈二人組（人物設定[8]、作畫監督）
- 尋找滿月（原畫）
- 銀河俠盜JING（ED動畫）

2003年
- 拜託了☆雙子星（OP原畫）

2004年
- 瑪莉亞的凝望（原畫）
- 瑪莉亞的凝望 ～春～（服裝設定、原畫）
- 真實夢境（日语：ゆめりあ）（原畫）
- 抓鬼天狗幫（原畫）

2005年
- 聖魔之血（人物設定[9]）
- 幸運女神（OP原畫、特別篇後篇原畫）
- BLOOD+（原畫）

2006年
- Fate/stay night（ED原畫）
- 變身公主（人物設定）
- 雙面騎士 ～Le Chevalier D'Eon～（原畫）
- 地獄少女 二籠（原畫）
- 少年陰陽師（原畫）

2007年
- 逮捕令 全速前進（人物設定[10]）
- 火影忍者疾風傳（原畫、ED原畫）
- 桃華月憚（原畫）
- 光明之淚X風（OP原畫）
- Devil May Cry（原畫）

2008年
- RD 潛腦調查室（原畫）
- 黑執事（原畫）

2009年
- 瑪莉亞的凝望 4th Season（服裝設定、Avant插圖、ED動畫）
- 再造人卡辛 Sins（日语：キャシャーン Sins）（原畫）
- 料理偶像（人物設定、總作畫監督）
- 戰國BASARA（OP原畫）
- 香格里拉（OP原畫）
- 07-GHOST（OP原畫）
- 海物語 ～有你相伴～（ED動畫）
- 咲-Saki-（原畫）
- 學生會的一存（OP原畫）
- 信蜂（OP原畫）

2010年
- 薄櫻鬼（人物設定、OP作畫監督、ED動畫）
- 薄櫻鬼 碧血錄（人物設定、總作畫監督、OP作畫監督、ED動畫）
- 黑執事II（原畫）
- 戰國BASARA貳（OP原畫）
- 我的妹妹哪有這麼可愛！（OP原畫）

2011年
- 惡魔奶爸（ED1動畫、OP4原畫）
- Dragon Crisis！（原畫）
- 這樣算是殭屍嗎？（OP原畫）
- BLEACH（ED27作畫監督）
- 如果杜拉（原畫）
- 歌之王子殿下 真愛1000%（OP原畫）
- BLOOD-C（原畫、OP原畫）
- 青之驅魔師（原畫）
- 白兔玩偶（原畫）
- 我的朋友很少（OP原畫）
- 罪惡王冠（—2012年，OP原畫、OP2原畫）

2012年
- 薄櫻鬼 黎明錄（人物設定[11]、總作畫監督、OP作畫監督、ED動畫）
- 女神異聞錄4 the ANIMATION（OP原畫）
- Another（原畫）
- 殭屍哪有那麼萌？（ED原畫）
- 女王之刃 叛亂（原畫）
- PSYCHO-PASS（原畫）

2013年
- 歌之王子殿下 真愛2000%（OP原畫）
- RDG 瀕危物種少女（OP原畫）
- 我的妹妹哪有這麼可愛。（OP原畫）
- 進擊的巨人（原畫）
- 眼鏡部！（人物原案、人物設定）
- Walkure Romanze 少女騎士物語（ED原畫）

2014年
- 櫻Trick（原畫）
- 諸神的惡作劇（原畫、OP原畫）
- 金色琴弦 Blue♪Sky（ED原畫）
- 黑執事 Book of Circus（ED原畫）
- 月刊少女野崎同學（作畫監督、OP作畫監督）

2015年
- DOG DAYS"（OP原畫）
- 靈感少女（ED分鏡&演出&作畫監督&原畫）
- 歌之王子殿下 真愛革命（主題歌原畫）
- 絕命制裁X（原畫）
- 終結的熾天使（原畫）
- VALKYRIE DRIVE -MERMAID-（ED分鏡&演出&作畫監督）
- 學戰都市Asterisk（ED原畫）

2016年
- 在下坂本，有何貴幹？（人物設定[12][13]、總作畫監督）
- JOKER GAME（原畫）
- 我的英雄學院（OP原畫）
- 初戀怪獸（總作畫監督）
- 超心動！文藝復興（OP原畫）
- 昭和元祿落語心中（—2017年，總作畫監督）

2017年
- 新撰組鎮魂歌 二分之一（日语：ちるらん 新撰組鎮魂歌）（OP分鏡&演出&作畫監督）
- 王室教師海涅（ED分鏡&演出&作畫監督&原畫）
- 青春歌舞伎（原畫）
- DIVE!!（ED分鏡&演出&作畫監督&原畫）
- 將國戡亂記（原畫）
- 鬼燈的冷徹 第貳期（原畫、OP作畫監督、ED作畫監督）

2018年
- 三麗鷗男子（人物設定、總作畫監督、OP作畫監督、ED作畫監督&原畫）
- 東京喰種:re（人物設定[14][15][16]、總作畫監督）

2019年
- 胡蝶綺 ～少年信長～（人物設定[17]、總作畫監督、企劃、原畫）

2020年
- 文豪與鍊金術師 ～審判的齒輪～（人物設定、總作畫監督、原畫）

2021年
- 古見同學是溝通魯蛇。（—2022年，人物設定、總作畫監督）

2023年
- 殭屍100 ～在成為殭屍前要做的100件事～（作畫監督）
- 希望之力 ～成年光之美少女'23～（人物設定）
- 藥師少女的獨語（—2025年，總作畫監督、作畫監督）

2024年
- Re:Monster（原畫、第2原畫）
- 黃昏光影（漫畫設定）
- 金剛戰神U（OP原畫）

### 電影動畫
1983年
- 福星小子：愛星球之戀（日语：うる星やつら オンリー・ユー）（動畫）

1992年
- 風之大陸（日语：風の大陸）（原畫）

1999年
- 逮捕令 the MOVIE（人物設定、總作畫監督）

2000年
- 劇場版 幸運女神（原畫）
- 六門天外 ～傳說的火焰龍～（人物設定、作畫監督）

2001年
- 頭文字D Third Stage（原畫）

2004年
- 犬夜叉：紅蓮的蓬萊島（原畫）

2005年
- 劇場版 TSUBASA翼 鳥籠國的公主（原畫）

2006年
- 劇場版 BLEACH MEMORIES OF NOBODY（原畫）

2008年
- 空中殺手 The Sky Crawlers（原畫）
- 劇場版 BLEACH Fade to Black 呼喚你的名字（原畫）

2009年
- 宵星傳奇 ～The First Strike～（原畫）
- 交響詩篇艾蕾卡7：口袋裏的彩虹（原畫）

2010年
- 劇場版 Fate/stay night UNLIMITED BLADE WORKS[錨點失效]（原畫）
- BLEACH 漂靈：劇場版—地獄篇（原畫）

2011年
- 劇場版 戰國BASARA -The Last Party-（原畫）

2012年
- 劇場版 BLOOD-C The Last Dark（原畫）

2013年
- 劇場版 薄櫻鬼 第一章：京都亂舞（人物設定、總作畫監督）[18]

2014年
- 劇場版 薄櫻鬼 第二章：士魂蒼穹（人物設定、總作畫監督）

2015年
- 劇場版 PSYCHO-PASS（原畫）

2016年
- POP IN Q（原畫）

### OVA
1991年
- 飛女刑事（原畫）

1994年
- 逮捕令（人物設定、總作畫監督）

1995年
- 逮捕令（人物設定、總作畫監督）

1996年
- 神秘的世界（原畫）
- 非常偶像Key（原畫）
- 魔法王國的俏皮小公主（日语：でたとこプリンセス）（OP原畫）

1997年
- 寶魔獵人萊姆（日语：宝魔ハンターライム）（人物設定、總作畫監督）

1998年
- 真蓋特機器人 世界最後之日（原畫）
- 超機動傳說（日语：超機動伝説ダイナギガ）（人物設定監修）

1999年
- 浪客劍心 追憶篇（作畫監督、原畫）

2001年
- 浪客劍心 星霜篇（英语：Rurouni Kenshin: Reflection）（原畫）

2004年
- 炎之蜃氣樓 ～水際的反叛者～（ED原畫）
- 柯塞特的肖像（原畫）
- 銀河俠盜JING in Seventh Heaven（原畫）

2007年
- 瑪莉亞的凝望 3rd Season（原畫）
- 東京糖衣巧克力（原畫）

2010年
- 亂馬½ 惡夢！春眠香（日语：らんま1/2 悪夢!春眠香）（人物設定、作畫監督）

2011年
- 薄櫻鬼 雪華錄（人物設定、OP作畫監督、ED動畫）
- 英雄傳說VI 空之軌跡 THE ANIMATION（OP原畫）

2015年
- 昭和元祿落語心中（總作畫監督）

### 網路動畫
- 裝刀凱 The Animation（日语：ソードガイ 装刀凱）（2018年，人物設定[19]）
- 大奧（2023年，設計工作）

### 遊戲
1993年
- （人物設定、作畫監督）※名義。
- 寶魔獵人萊姆（日语：宝魔ハンターライム）（人物設定、總作畫監督）

1994年
- （人物設定）※名義。
- 福星小子 DEAR MY FRIENDS（日语：うる星やつら 〜ディア マイ フレンズ〜）（作畫監督）

1998年
- Prism Court（日语：プリズムコート）（人物設定）

1999年
- 王子歷險記（人物設定）

2000年
- 永恆傳奇（原畫）

2002年
- 命運傳奇2（作畫監督補佐、原畫）

2003年
- 交響曲傳奇（原畫、Fami通文庫版小說插圖&封面插圖）
- C.A.T ～Cyber Attack Team～（人物設定）

2004年
- 重生傳奇（原畫）

2005年
- 深淵傳奇（原畫、Fami通文庫版小說插圖&封面插圖）

2007年
- 純真傳奇（原畫）
- 星海遊俠1 初次啟航（原畫）

2008年
- 宵星傳奇（原畫）
- 心靈傳奇（原畫）

## 雜誌
- E-LOGIN（日语：E-LOGIN）（1995年—2002年間，雜誌封面，Aspect（日语：アスペクト (企業)）、enterbrain）

## 畫冊
- （Movic（日语：ムービック），1996年4月10日初版發行） ISBN 4-89601-227-5
- （enterbrain，2001年4月30日初版發行） ISBN 4-7577-0425-9
- （2001年10月5日發行） PS-001
- （Mag Garden，2004年7月13日初版發行） ISBN 4-86127-049-9
- （enterbrain，2009年4月9日初版發行） ISBN 978-4-7577-4105-8

## 繪本
- （文：梯有子）
- （文：住田泉）

## 小說插圖
- GUNNER
- 我的法爾康（日语：わたしのファルコン）（著：夏見正隆）
- 世界傳奇 魔幻迷宮3（著：工藤治）
- 交響曲傳奇（著：矢島沙羅）
- （著：有里紅良，ASCII Media Works，2011年8月）ISBN 978-4-04-870474-8[b]

## 腳註

## 相關項目
- Studio DEEN
- 日本動畫師列表（日语：アニメ関係者一覧）

## 外部連結
- 中嶋敦子的X（前Twitter） （日語） ※帳戶休止中（截至2017年9月）